# Кирилловка (Крым)
Кири́лловка (до 1948 года Сабанчи́; укр. Кирилівка, крымскотат. Sabançı, Сабанчы) — исчезнувшее село в Черноморском районе Республики Крым, располагавшееся в центре района, в степной части Крыма, примерно в 4 километрах южнее современного села Красная Поляна.

## Динамика численности населения
| - 1806 год — 50 чел. - 1864 год — 15 чел. - 1889 год — 106 чел. - 1892 год — 30 чел. | - 1900 год — 139 чел. - 1915 год — 38/70 чел. - 1926 год — 150 чел. |

## История
Первое документальное упоминание сёл встречается в Камеральном Описании Крыма… 1784 года, судя по которому, в последний период Крымского ханства Сабанхи входил в Тарханский кадылык Козловскаго каймаканства. После присоединения Крыма к России (8) 19 апреля 1783 года, (8) 19 февраля 1784 года, именным указом Екатерины II сенату, на территории бывшего Крымского ханства была образована Таврическая область и деревня была приписана к Евпаторийскому уезду. После павловских реформ, с 1796 по 1802 год входила в Акмечетский уезд Новороссийской губернии. По новому административному делению, после создания 8 (20) октября 1802 года Таврической губернии, Сабанчи был включён в состав Яшпетской волости Евпаторийского уезда.
По Ведомости о волостях и селениях, в Евпаторийском уезде… от 19 апреля 1806 года, в деревне Сабанчи числилось 10 дворов и 50 жителей — крымских татар. На военно-топографической карте генерал-майора Мухина 1817 года деревня Сабанче обозначена с 17 дворами. После реформы волостного деления 1829 года Сабанчи, согласно «Ведомости о казённых волостях Таврической губернии 1829 года», остался в составе Яшпекской волости. Затем, видимо, вследствие эмиграции крымских татар в Турцию, деревня заметно опустела, и на карте 1842 года Сибанчи обозначен условным знаком «малая деревня» (это означает, что в нём насчитывалось менее 5 дворов).
В 1860-х годах, после земской реформы Александра II, деревню приписали к Курман-Аджинской волости. В «Списке населённых мест Таврической губернии по сведениям 1864 года», составленном по результатам VIII ревизии 1864 года, Сабанчи — владельческая татарская деревня, с 7 дворами, 15 жителями и мечетью при колодцах. По обследованиям профессора А. Н. Козловского 1867 года, вода в колодцах деревни Сиобанчи была пресная, а их глубина колебалась от 42 до 30 саженей (42—64 м). Согласно «Памятной книжке Таврической губернии за 1867 год», деревня Сабанчи была покинута жителями в 1860—1864 годах — в результате эмиграции крымских татар, особенно массовой после Крымской войны 1853—1856 годов, в Турцию, а затем заселена малороссийскими крестьянами и городскими мещанами. На трёхверстовой карте Шуберта 1865—1876 годов в деревне Сабанчи показаны 7 дворов. Согласно изданной в 1886 году «Справочной книжке о приходах и храмах Таврической епархии…» епископа Гермогена, в деревне Сабанчи проживало смешанное русско-татарское население. В «Памятной книге Таврической губернии 1889 года», включившей результаты Х ревизии 1887 года, в деревне Сабанчи числилось 13 дворов и 106 жителей. Согласно «…Памятной книжке Таврической губернии на 1892 год», в деревне Сабанчи, входившей в Киркулачский участок, было 30 жителей в 5 домохозяйствах.
Земская реформа 1890-х годов в Евпаторийском уезде прошла позже остальных; в результате Сабанчи приписали к Кунанской волости. По «…Памятной книжке Таврической губернии на 1900 год» в деревне числилось 139 жителей в 23 дворах. По Статистическому справочнику Таврической губернии. Ч.II-я. Статистический очерк, выпуск пятый Евпаторийский уезд, 1915 год, в деревне Сабанчи Кунанской волости Евпаторийского уезда числилось 17 дворов (2 двора с землёй, 15 — безземельные) со смешанным населением в количестве 38 человек приписных жителей и 70 — «посторонних», из которых 53 мужчины и 55 женщин. Жители владели 1200 десятинами удобной земли. В хозяйствах имелось 100 лошадей, 40 волов, 11 коров и 785 голов мелкого скота.
После установления в Крыму Советской власти, по постановлению Крымревкома от 8 января 1921 года № 206 «Об изменении административных границ» была упразднена волостная система и образован Евпаторийский уезд, в котором создан Ак-Мечетский район и село вошло в его состав, а в 1922 году уезды получили название округов. 11 октября 1923 года, согласно постановлению ВЦИК, в административное деление Крымской АССР были внесены изменения, в результате которых округа были отменены, Ак-Мечетский район упразднён и село вошло в состав Евпаторийского района. Согласно Списку населённых пунктов Крымской АССР по Всесоюзной переписи 17 декабря 1926 года, в селе Сабанчи, центре упразднённого к 1940 году
 Сабанчинского сельсовета Евпаторийского района, числилось 32 двора, из них 30 крестьянских, население составляло 150 человек, из них 123 русских, 26 татар и 1 украинец. Согласно постановлению КрымЦИКа от 30 октября 1930 года «О реорганизации сети районов Крымской АССР», был восстановлен Ак-Мечетский район (по другим данным, это произошло 15 сентября 1931 года), и село вновь включили в его состав.
С 25 июня 1946 года Сабанчи в составе Крымской области РСФСР. Указом Президиума Верховного Совета РСФСР от 18 мая 1948 года Сабанчи переименовали в Кирилловку. 26 апреля 1954 года Крымская область была передана из состава РСФСР в состав УССР. С начала 1950-х годов, в ходе второй волны переселения (в свете постановления № ГОКО-6372с «О переселении колхозников в районы Крыма»), в Черноморский район приезжали переселенцы из различных областей Украины. Время включения в состав Новоивановского сельсовета пока не установлено: на 15 июня 1960 года посёлок Кирилловка уже числился в его составе. Ликвидировано в период между 1968 годом, когда посёлок ещё числился в составе Новоивановского сельского совета, и 1977 годом, когда Кирилловка уже фигурировала в списке упразднённых сёл.